# EB Zürich

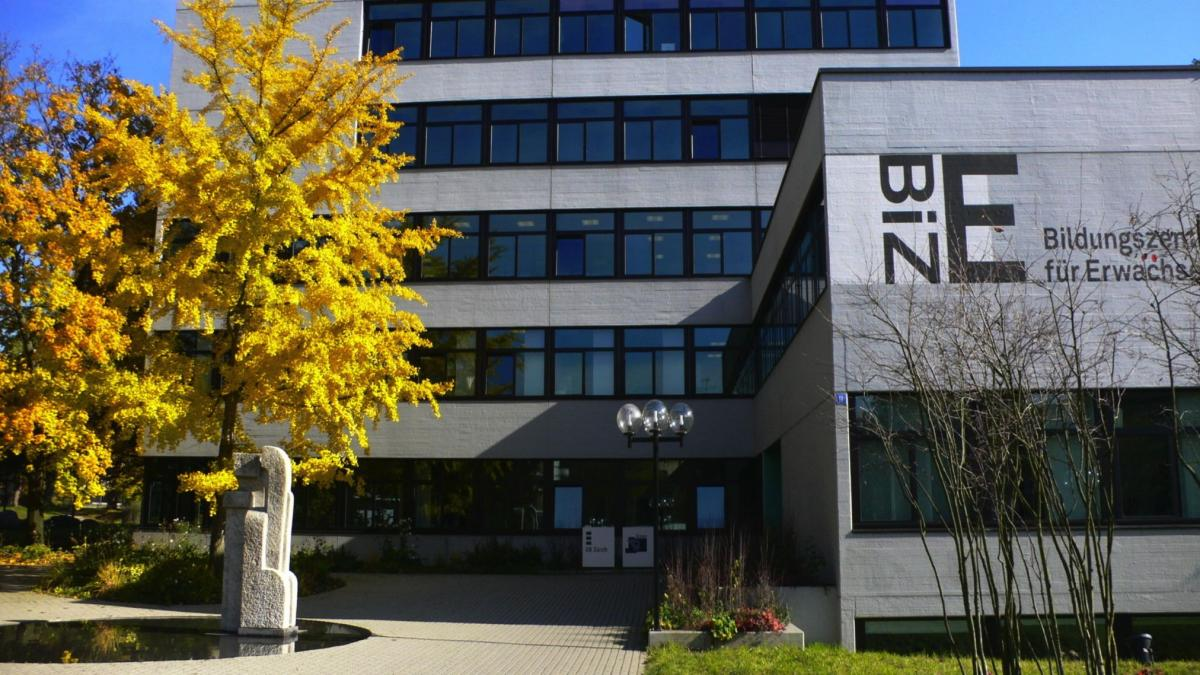
Bildungszentrum für Erwachsene Zürich BiZE

Die EB Zürich, Kantonale Schule für Berufsbildung, gehört zu den Berufsfachschulen des Kantons Zürich und entwickelt als Kooperations- und Vernetzungspartnerin für Betriebe, Organisationen der Arbeitswelt und für die öffentliche Hand unterschiedliche Bildungsdienstleistungen. Der Fokus richtet sich dabei auf die künftigen Anforderungen des Arbeitsmarktes.

## Geschichte
1973 gründete die Stadt Zürich mit der Berufsschule IV die erste öffentliche Institution, die sich exklusiv für die allgemeine und berufliche Weiterbildung einsetzt.
1988 ward aus der städtischen Berufsschule IV die kantonale Berufsschule für Weiterbildung, mit den Abteilungen EB Wolfbach und FS Lingua.
2002 ward die EB Wolfbach zur EB Zürich.
2005 bildeten die Kantonale Berufsschule für Weiterbildung (EB Zürich) und die Kantonale Maturitätsschule für Erwachsene (KME) das Bildungszentrum für Erwachsene (BiZE) im Zürcher Seefeldquartier.
2017 war das Inkrafttreten des neuen Weiterbildungsgesetzes (WeBiG) des Bundes und der Start des Projektes EB Futura zur Neuausrichtung der EB Zürich. Zusammen mit dem Logistikunternehmen Planzer bildete die EB Zürich im Rahmen eines Vorprojektes Flüchtlinge in der Integrationsvorlehre Logistik aus.
2018 entwickelte die EB Zürich den Prototyp für die vom Bund finanzierte Integrationsvorlehre (INVOL) für Flüchtlinge. In 18 Kantonen sollen entsprechende Ausbildungen absolviert werden können. Die EB Zürich bildete am Standort Zürich-Altstetten 75 Teilnehmende aus.
2019 war der  Beginn der Umsetzung der neuen Strategie und Konzentration auf Digitales Lernen, Grundbildung, Integration und Umschulungen sowie Ausbildung von Berufsbildungs-Profis sowie Start des Digital Learning Hubs.